# Tinahely
Tinahely is een plaats in het Ierse graafschap County Wicklow. De plaats telt 692 inwoners.